# District d'Ashigarashimo
Le district d'Ashigarashimo (足柄下郡, Ashigarashimo-gun) est un district de la préfecture de Kanagawa au Japon.
Lors du recensement de 2000, sa population était de 52 625 habitants pour une superficie de 141 km2.

## Communes du district
- Hakone
- Yugawara
- Manazuru